# دولت أباد (تشغابور)
دولت أباد (بالفارسية: دولت‌آباد) هي قرية تقع في إيران في قسم تشغابور الريفي. يقدر عدد سكانها بـ 82 نسمة بحسب إحصاء 2016.